# Douglas C-124 Globemaster II
El Douglas C-124 Globemaster II fue una aeronave de transporte pesado y de carga, de fabricación estadounidense, desarrollada a partir del C-74 Globemaster por la Douglas Aircraft Company en Long Beach (California), para la USAF.

## Desarrollo y diseño

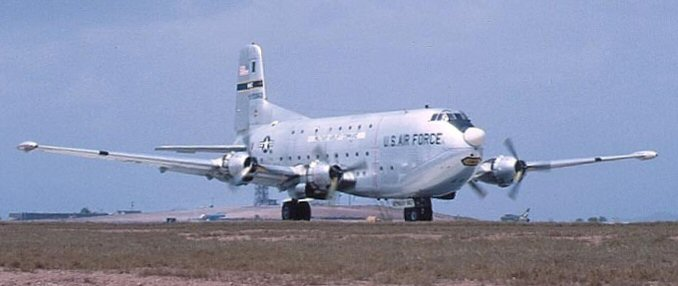
Un Douglas C-124 de la USAF.

El Globemaster I sufrió una de las típicas cancelaciones de contratos posteriores a la victoria sobre Japón, de modo que solo se completaron 14 ejemplares. No cabían dudas acerca de la capacidad de carga del C-74, y cuando a finales de 1947, la recién formada Fuerza Aérea de los Estados Unidos decidió que necesitaba un transporte estratégico de carga pesado, las negociaciones con Douglas dieron como resultado el desarrollo del C-124 Globemaster II, basado en el C-74.
De hecho, el prototipo YC-124 era básicamente el quinto C-74, provisto de un fuselaje nuevo, más ancho, y con el tren de aterrizaje reforzado. Voló por primera vez el 27 de noviembre de 1949, equipado con motores radiales R-4360-49 de 3500 hp. El modelo entró en producción como C-124A; se construyeron 204 aparatos, el primero de los cuales entró en servicio con la USAF en mayo de 1950. 
La siguiente y definitiva versión de serie fue el C-124C, con motores R-4360 más potentes, radar meteorológico en un característico radomo de morro y carenados de punta alar que alojaban cámaras de combustión para el deshielo del ala y de los bordes de ataque de los estabilizadores, y para la calefacción de la cabina. La producción del C-124C totalizó 243 unidades; la última fue entregada en mayo de 1955.
El fuselaje del Globemaster II tenía puertas de carga abatibles en la proa con una rampa de carga incorporada, una grúa eléctrica en la parte central (tomada del C-74) y dos grúas elevadas (cada una con una capacidad para 7250 kg) capaces de abarcar toda la longitud de la bodega de carga (23,47 m). El puente de vuelo, que alojaba a cinco tripulantes, estaba instalado en lo alto del morro, encima de las puertas abatibles. Cuando el Globemaster II era utilizado en misiones de transporte (con dos puentes instalados), podía transportar un máximo de 200 soldados completamente equipados, o bien 123 camillas más 45 pacientes que no precisaran de las mismas, y 15 asistentes médicos.

## Historia operacional

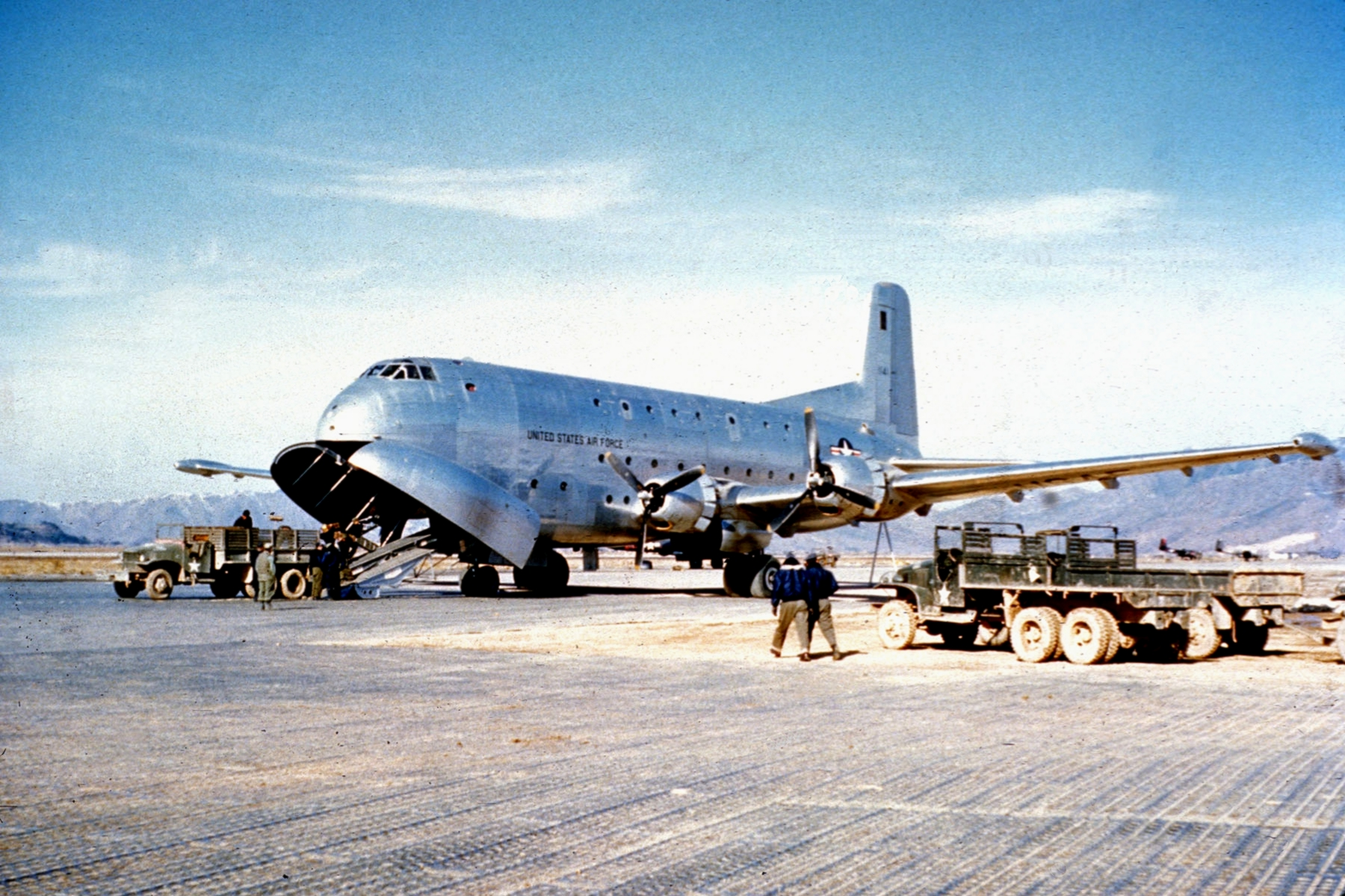
C-124A descargando material en la guerra de Corea.

El Globemaster II permaneció en servicio con el Mando de Material Aéreo de la USAF, la Fuerza Aérea del Lejano Oriente, el Servicio de Transporte Aéreo Militar (MAT), el Mando Aéreo Estratégico y el Mando Aéreo Táctico, en combinación con el Douglas C-133 Cargomaster, hasta 1970, cuando fue sustituido por el Lockheed C-5 Galaxy. Cuando los Globemaster II finalizaron su vida útil de servicio, algunos ejemplares fueron adquiridos por usuarios civiles, que los dedicaron al transporte de carga.

## Variantes
YC-124
Prototipo de avión de transporte pesado, derivado del C-74, uno construido.
YC-124A
Prototipo YC-124 remotorizado con motores R-4360-35A de 3800 hp.
C-124A
Douglas Model 1129A, versión de producción inicial con motores R-4360-20WA, 204 construidos.
YKC-124B
Douglas Model 1182E, designación de un prototipo de avión cisterna, pero con motores turbohélice Pratt & Whitney YT34-P-6 de 5500 hp, modificando el YC-124A.
YC-124B
Designación dada al YKC-124B después de ser abandonado el desarrollo de prototipo de avión cisterna. Designado inicialmente C-127.
C-124C
Versión de producción final con motores R-4360-63A de 3800 hp, 243 construidos.
C-127
Designación inicial dada al YC-124B.

## Operadores
Estados Unidos
- Fuerza Aérea de los Estados Unidos

## Accidentes
- El 18 de junio de 1953: desastre aéreo de Tachikawa, un C-124 (51-137) despegó de la base aérea de Tachikawa en Japón. Poco después del despegue, uno de los motores falló, lo que obligó al piloto a realizar un aterrizaje de emergencia. Debido a una pérdida de velocidad, el piloto perdió el control y se estrelló contra el suelo, muriendo los siete tripulantes y 122 pasajeros. En ese momento, fue el peor accidente en la historia de la aviación hasta la colisión aérea de Nueva York de 1960.

## Especificaciones (C-124C Globemaster II)
Referencia datos: McDonnell Douglas aircraft since 1920 : Volume I, McDonnell Douglas Aircraft since 1920

### Características generales
- Tripulación: Seis/siete (comandante de la aeronave, piloto, navegante, ingeniero de vuelo operador de radio y 2 especialistas de carga)
- Capacidad: 200 soldados/123 pacientes en camilla más 45 pacientes sentados y 15 sanitarios
- Carga: 34 000 kg
- Longitud: 39,8 m (130,4 ft)
- Envergadura: 53,1 m (174,1 ft)
- Altura: 14,7 m (48,3 ft)
- Superficie alar: 232,8 m² (2505,9 ft²)
- Peso vacío: 45 888 kg (101 137,2 lb)
- Peso cargado: 83 915 kg (184 948,7 lb)
- Peso máximo al despegue: 88 224 kg (194 445,7 lb)
- Planta motriz: 4× motor radial de 28 cilindros en cuatro filas sobrealimentado y refrigerado por aire Pratt & Whitney R-4360-63A Wasp Major.
  - Potencia: 2800 kW (3860 HP; 3808 CV) cada uno.
- Hélices: 1× Curtiss Model C634S-C402 tripala de velocidad constante de paso reversible y totalmente abanderable por motor.
- Diámetro de la hélice: 5,03 m
- Capacidad de combustible: 42 120 l; 2 depósitos de 110 l de agua/alcohol

### Rendimiento
- Velocidad máxima operativa (Vno): 489 km/h (304 MPH; 264 kt) a 6300 m (20 800 pies)
- Velocidad crucero (Vc): 370 km/h (230 MPH; 200 kt)
- Alcance: 6490 km (3504 nmi; 4033 mi) (con carga de 1830 kg)
- Alcance en ferry: 10 980 km
- Techo de vuelo: 6600 m (21 654 ft)
- Régimen de ascenso: 3,9 m/s (768 ft/min)
- Carga alar: 360 kg/m² (73,7 lb/ft²)
- Potencia/peso: 0,067 kW/kg (0,041 hp/lb)

## Aeronaves relacionadas

### Desarrollos relacionados
- C-74 Globemaster
- Douglas C-132

### Aeronaves similares
- Saunders-Roe Princess
- C-97 Stratofreighter
- 377 Stratocruiser

### Secuencias de designación
- Secuencia C-_ (Aviones de carga del USAAC/USAAF/USAF, 1924-1962): ← C-121/F - C-122 - C-123/A - C-124 - C-125 - C-126 - C-127 (I) - C-127 (II) - C-128 - C-129 - C-130 →